# Hindringham
Hindringham is een civil parish in het bestuurlijke gebied North Norfolk, in het Engelse graafschap Norfolk met 457 inwoners.